# Iniades
Iniades (griechisch Οινιάδες (f. pl.), auch Oiniades) ist ein Gemeindebezirk der Gemeinde Mesolongi im Südosten des westgriechischen Regionalbezirks Ätolien-Akarnanien. Er hatte 2011 eine Bevölkerung von 9.373 Einwohnern.
Auf dem Gebiet befindet sich die Ausgrabungsstätte des antiken Oiniadai (altgriechisch Οἰνιάδαι), woher der Name stammt.

## Verwaltungsgliederung
Im Rahmen  der Gebietsreform 1997 wurde die Gemeinde Iniades aus dem Zusammenschluss von sechs Landgemeinden gegründet, mit Neochori als Verwaltungssitz. Anlässlich der Verwaltungsreform 2010 wurde Iniades gemeinsam mit Etoliko und der Gemeinde Mesolongi fusioniert. Der Gemeindebezirk Iniades untergliedert folgendermaßen:
| Dimotiki Kinotita | griechischer Name                        | Code     | Fläche (km²) | Einwohner 2001 | Einwohner 2011 | Einwohner 2021 | Dörfer und Siedlungen      |
| ----------------- | ---------------------------------------- | -------- | ------------ | -------------- | -------------- | -------------- | -------------------------- |
| Neochori          | Δημοτική Κοινότητα Νεοχωρίου Μεσολογγίου | 38010301 | 88,699       | 3733           | 3454           | 3121           | Neochori, Magoula, Marmara |
| Gouria            | Δημοτική Κοινότητα Γουριάς               | 38010302 | 15,757       | 1071           | 0862           | 0737           | Gouria                     |
| Katochi           | Δημοτική Κοινότητα Κατοχής               | 38010303 | 95,013       | 2890           | 2829           | 2514           | Katochi                    |
| Lesini            | Δημοτική Κοινότητα Λεσινίου              | 38010304 | 32,093       | 0913           | 0771           | 0671           | Lesini                     |
| Mastro            | Δημοτική Κοινότητα Μάστρου               | 38010305 | 10,149       | 0630           | 0568           | 0548           | Mastro, Platania           |
| Pendalofo         | Δημοτική Κοινότητα Πενταλόφου            | 38010306 | 24,968       | 0990           | 0889           | 0802           | Pendalofo                  |
| Gesamt            | Gesamt                                   | 380103   | 266,679      | 10.227         | 9.373          | 8.393          |                            |